# Jordan Storey
Jordan Ben Storey (South Petherton, 2 settembre 1997) è un calciatore inglese, difensore del Preston N.E.

## Caratteristiche tecniche
È un difensore centrale.

## Carriera
Cresciuto nei settori giovanili di Mere Town, Chard Town e (dal 2014 al 2016) Exeter City, nel marzo del 2016 viene ceduto in prestito fino al termine della stagione 2015-2016 al Bideford, club di Southern Football League (settima divisione inglese), con cui gioca 5 partite. Fa quindi ritorno ai Grecians, con i quali esordisce in prima squadra il 30 agosto 2016 nell'incontro di Football League Trophy perso per 4-2 contro l'Oxford Utd: si tratta tuttavia della sua unica presenza stagionale in incontri ufficiali con la prima squadra, tanto che nel marzo del 2017 viene ceduto in prestito fino a fine stagione al Tiverton Town, altro club di Southern Football League, torneo in cui gioca ulteriori 6 partite. Inizia poi la stagione 2017-2018 con un nuovo prestito, questa volta al Dorchester Town, club con il quale gioca ulteriori 13 partite nella Southern Football League. A fine ottobre del 2017 a causa di una serie di infortuni viene richiamato dall'Exeter City (che militava in quella stagione in quarta divisione), con cui il 28 ottobre 2017 subentrando nei minuti di recupero a Reuben Reid (dopo l'espulsione di Kane Wilson) nella partita pareggiata per 1-1 sul campo del Mansfield Town fa il suo esordio in carriera nei campionati della Football League. Nel prosieguo della stagione Storey trova poi buona continuità di impiego, e nel mese di marzo del 2018 con un tiro al volo di sinistro segna il suo primo gol in carriera, risultando decisivo nell'1-0 conquistato dalla sua squadra sul campo del Port Vale; termina la stagione con 2 reti in 13 partite di campionato giocate, a cui aggiunge anche 3 presenze nei play-off, conclusi con una sconfitta nella finale di Wembley contro il Coventry City.
Il 12 giugno 2018 viene ceduto a titolo definitivo al Preston N.E., club della seconda divisione inglese, ed il 29 settembre seguente debutta in questa categoria scendendo in campo da titolare contro il West Bromwich.

## Statistiche
Statistiche aggiornate al 3 gennaio 2021.

### Presenze e reti nei club
| Stagione            | Squadra             | Campionato          | Campionato | Campionato | Coppe nazionali | Coppe nazionali | Coppe nazionali | Coppe continentali | Coppe continentali | Coppe continentali | Altre coppe | Altre coppe | Altre coppe | Totale | Totale | Totale |
| Stagione            | Squadra             | Comp                | Pres       | Reti       | Comp            | Pres            | Reti            | Comp               | Pres               | Reti               | Comp        | Pres        | Reti        | Pres   | Reti   |        |
| ------------------- | ------------------- | ------------------- | ---------- | ---------- | --------------- | --------------- | --------------- | ------------------ | ------------------ | ------------------ | ----------- | ----------- | ----------- | ------ | ------ | ------ |
| 2016-2017           | Exeter City         | FL2                 | 0          | 0          | FACup+CdL       | 0               | 0               |                    | -                  | -                  | FLT         | 1           | 0           | 1      | 0      |        |
| ott.2017-2018       | Exeter City         | FL2                 | 13+3       | 2          | FACup+CdL       | 0               | 0               |                    | -                  | -                  | FLT         | 1           | 0           | 17     | 2      |        |
| Totale Exeter City  | Totale Exeter City  | Totale Exeter City  | 16         | 2          |                 | 0               | 0               |                    | -                  | -                  |             | 2           | 0           | 18     | 2      |        |
| 2018-2019           | Preston N.E.        | FLC                 | 28         | 1          | FACup+CdL       | 1+3             | 0               |                    | -                  | -                  |             | -           | -           | 32     | 1      |        |
| 2019-2020           | Preston N.E.        | FLC                 | 10         | 0          | FACup+CdL       | 1+3             | 0               |                    | -                  | -                  |             | -           | -           | 14     | 0      |        |
| 2020-2021           | Preston N.E.        | FLC                 | 12         | 0          | FACup+CdL       | 0+1             | 0               |                    | -                  | -                  |             | -           | -           | 13     | 0      |        |
| Totale Preston N.E. | Totale Preston N.E. | Totale Preston N.E. | 50         | 2          |                 | 9               | 0               |                    | -                  | -                  |             | -           | -           | 29     | 2      |        |
| Totale carriera     | Totale carriera     | Totale carriera     | 66         | 2          |                 | 9               | 0               |                    | -                  | -                  |             | 2           | 0           | 75     | 2      |        |